# Avifauna
Es coneix amb el nom d'avifauna o bé ornitofauna el conjunt d'espècies d'aus que habiten una àrea geogràfica específica, una àrea de condicions ambientals uniformes (biòtop) o bé en un període geològic determinat.

## Etimologia
El nom d'avifauna deriva de les paraules llatines avis "ocells" i fauna "món animal".
El nom d'ornitofauna deriva de la mescla del grec "ὄρνιθος" - "órnithos", "ocell" i del llatí fauna "món animal".
A més de l'avifauna, també es poden registrar altres grups d'animals en una regió. Així doncs existeixen també els conceptes d'entomofauna (insectes), ictiofauna (peixos) o herpetofauna (rèptils/amfibis).

## Descripció
| Ecozones                       |                         |                          |
| Neàrtica Neotròpica            | Paleàrtica Afrotropical | Indomalaia Australasiana |
| Oceania i Antàrtica no visible |                         |                          |

Normalment, s'entén per avifauna un conjunt d'espècies d'ocells característic d'una determinada subdivisió zoogeogràfica: regió o subregió. En el món de l'ornitologia aquest concepte és utilitzat amb molta freqüència, ja que són molts els afeccionats que es desplacen a determinats llocs del planeta per observar unes espècies d'aus en concret. Cal tenir en compte, però, que el factor migratori d'aquests animals fa que una mateixa espècie es pugui considerar avifauna de diverses regions distintes. Les principals subdivisions zoogeogràfiques de la terra, que han mantingut la seva importància fins avui, foren establertes pel científic anglès Philip Sclater principalment a base de la distribució dels ocells:
- Zona paleàrtica (PA): Europa, la part d'Àsia que queda al nord de l'Himàlaia, el nord d'Àfrica i la zona nord i central de la península aràbiga;
- Zona afrotròpica (AF): Àfrica subsahariana, Aràbia, Madagascar i les illes veïnes;
- Zona indomalaia o bé Oriental (OR): Àsia al sud de l'Himàlaia, les Filipines i les illes de la Sonda fins a la línia de Wallace entre Bali i Lombok;
- Zona australàsia (AU): Austràlia, Tasmània, les illes de la Sonda al sud de la línia de Wallace, Nova Guinea, Oceania i Nova Zelanda;
- Zona neàrtica (NA): gairebé tota Amèrica del Nord fins al Río Bravo;
- Zona neotropical (NT): Amèrica del Nord al sud del Rio Bravo, així com Amèrica Central i del Sud.[4]

Aparentment, l'avifauna d'avui dia es va formar primer durant el Plistocè a l'hemisferi nord, i posteriorment, durant el Pliocè a l'hemisferi sud. Dins del conjunt d'espècies que constitueixen l'avifauna, es distingeixen aus nidificants, sedentàries, migradores i hivernants. Per a l'anàlisi zoogeogràfica, es té principalment en compte el conjunt d'espècies nidificants i sedentàries.

## Avifauna per països

### Belarús
A Belarús hi ha 18 ordres, dins dels quals es troben unes 300 espècies i subespècies. L'ordre més comú és el de passeriformes, que consta de 92 espècies, que van adrquirir els trets moderns en el període postglacial. El país té una fauna mixta, que prové a partir dels següents tipus de fauna: europeu (aus de boscos caducifolis temperat), siberià (aus de boscos de coníferes fosques) i mediterrani (aus d'arbustos i espais oberts). El nombre més gran d'espècies (81) fa nius als boscos, mentre que 52 espècies ho fan a l'aigua costanera. En total nidifiquen 224 espècies, de les quals 66 són espècies migratòries habituals o ocasionals i 9 espècies ho fan només a l'hivern. La llista vermella de Belarús té 75 espècies.
La caça es practica amb les següents espècies: gall de cua forcada, becada, becadell comú, becadell gros, gall salvatge, grèvol, ànec, cerceta, perdiu i d'altres.

### Ucraïna
Des del 1900, al territori de l'actual Ucraïna s'han registrat 423 espècies d'aus, de les quals 419 es troben en estat salvatge i constitueixen una avifauna natural. L'actual avifauna d'Ucraïna conté 397 espècies (incloses 4 espècies introduïdes). Segons altres dades, des de principis del segle xx, 424 espècies d'aus foren registrades al territori d'aquest país.